# Az Egyesült Királyság budapesti nagykövetsége
Az Egyesült Királyság budapesti nagykövetsége Budapesten működő diplomáciai testület, az Egyesült Királyság legfőbb magyarországi diplomáciai képviselete. A követség 2017 óta a II. kerültben a Füge utcában található, a nagykövet 2020 óta Paul Fox.

## Története
1963 előtt csak egyszerű követségi kapcsolat volt a két ország között. A teljes nagykövetségi kapcsolat 1963 decemberében jött létre. Az első nagykövet Ivor Pink volt, december 21-én adta át megbízólevelét Dobi Istvánnak, az elnöki tanács elnökének.
A budapesti brit nagykövetség 1922-től a második világháborúig a Várnegyedben, a Táncsics utca 1. szám alatt volt. Az épületet a Egyesült Királyság megvásárolta és neobarokk stílusban átépítette. Alig két évtizeden át működött, egészen addig, amíg Magyarország belépett a második világháborúba, ekkor távoztak a britek, helyükre a svájciak kerültek. Ez idő alatt az ellenséges országok érdekeit a semleges Svájc képviselte. 1942 és 1945 között Carl Lutz svájci alkonzul a brit nagykövetség épületében dolgozott. Lutz zsidók tízezreit mentette meg a holokauszt idején, aminek 2012 óta emléktábla állít emléket.
1948-tól a brit nagykövetség az V. kerületben a Harmincad utcában volt, abban az épületben, amelyet eredetileg Reiner Károly magyar építőmester épített szecessziós stílusban a Hazai Bank székházaként. Magyarország 1944-es német megszállását követően Raoul Wallenberg svéd konzul bérelt helyet ebben a bankban, és hivatalos svéd konzulátusnak nyilvánította (ahová a náci hatóságok nem léphettek be), hogy végül sok magyar zsidónak menedéket nyújtson. Az épület sarkán elhelyezett emléktábla Wallenberg tetteinek állít emléket.
A brit nagykövetség 2017 áprilisában 70 év után kiköltözött Harmincad utcai épületéből a budapesti Rózsadomb (II. kerület) Füge utca 5-7. szám alatti irodaházba. Az új nagykövetség épülete korábban Hollandia magyarországi nagykövetségének adott otthont. A nagykövetség új épületét Sir Alan Duncan európai miniszter és Szijjártós Péter külügyminiszter nyitotta meg.

### A nagykövetségnek otthont adó épületeik

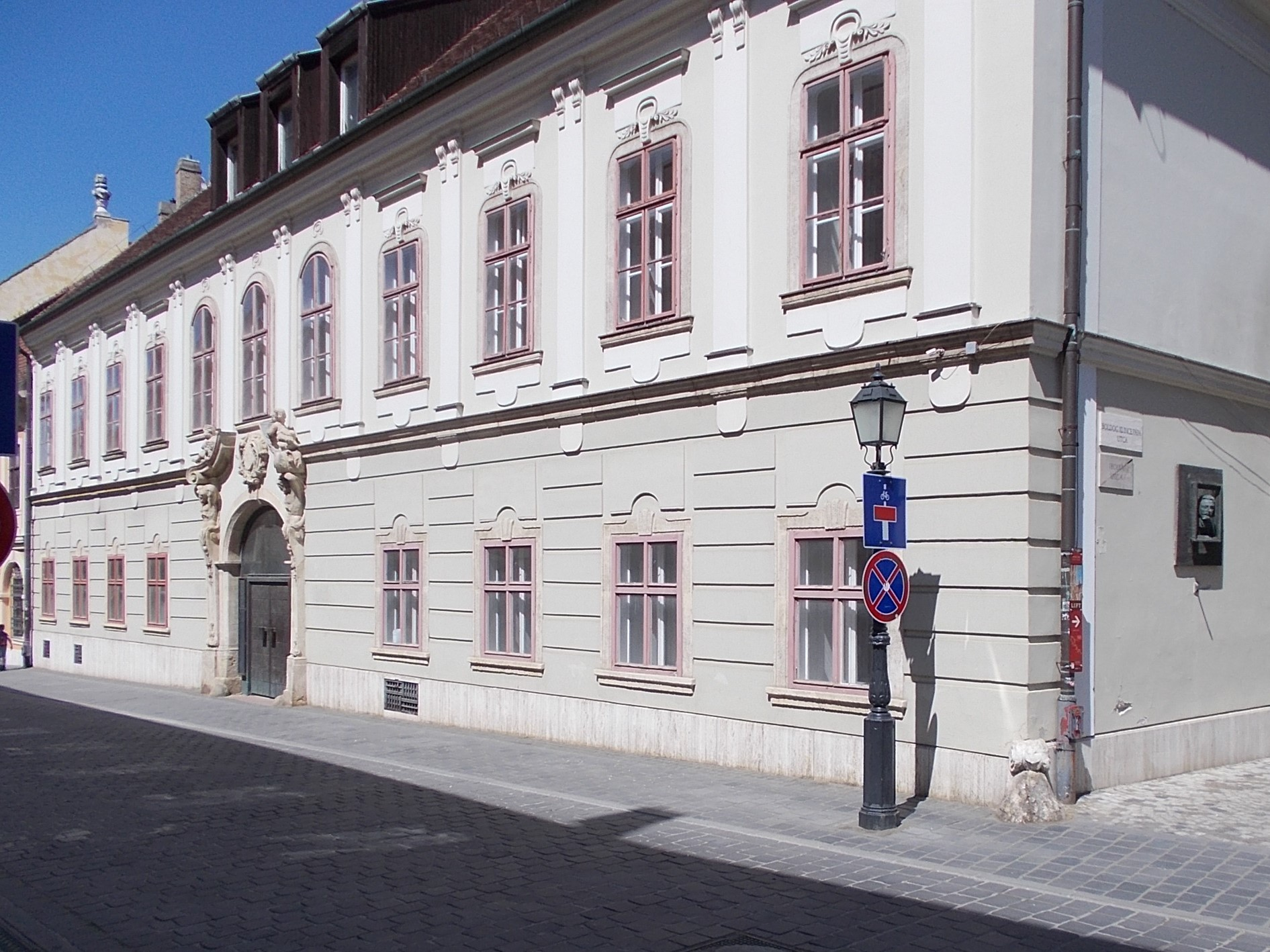
Táncsics Mihály utca (1922-1939)
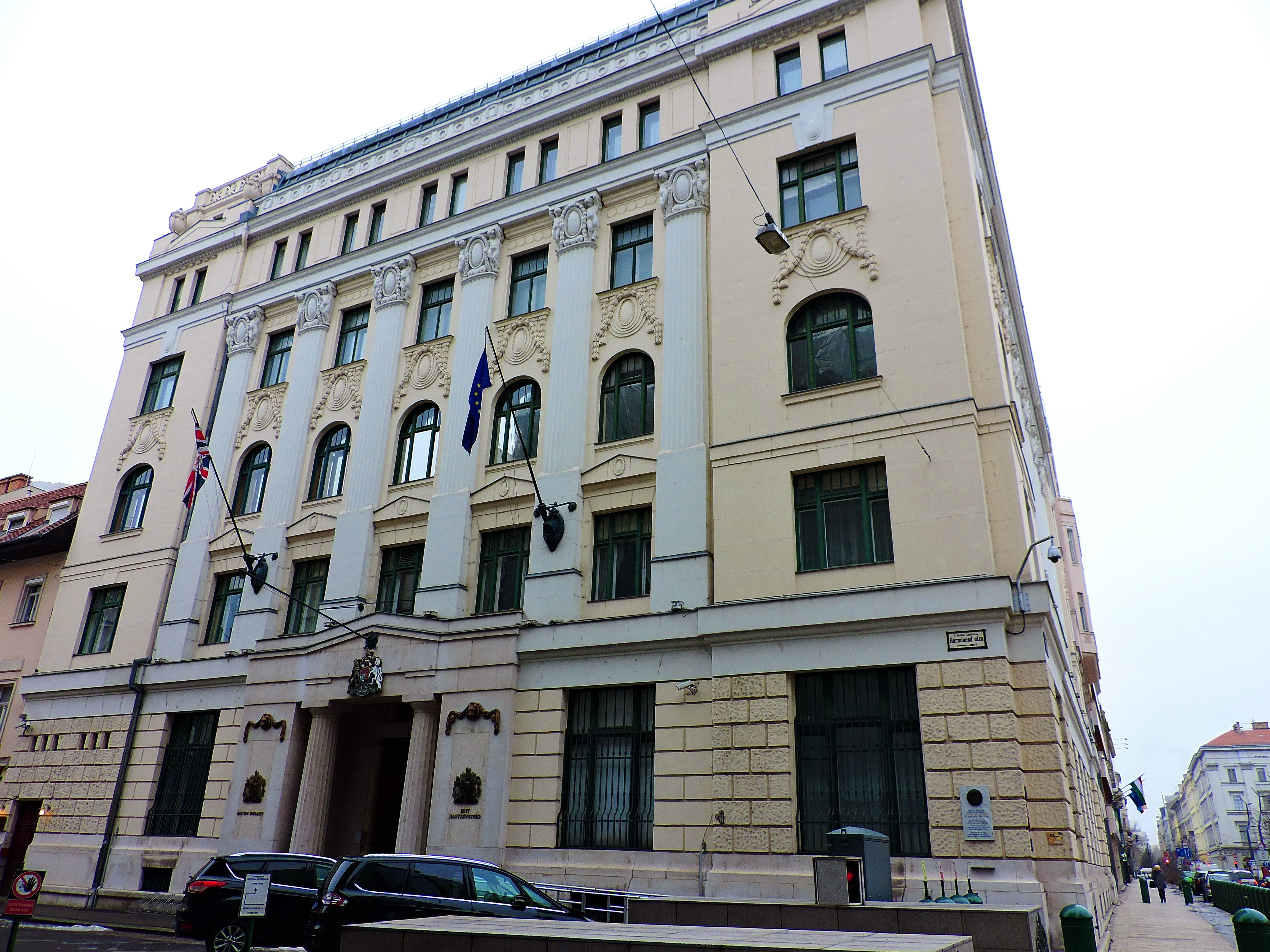
Harmincad utca (1948-2017)
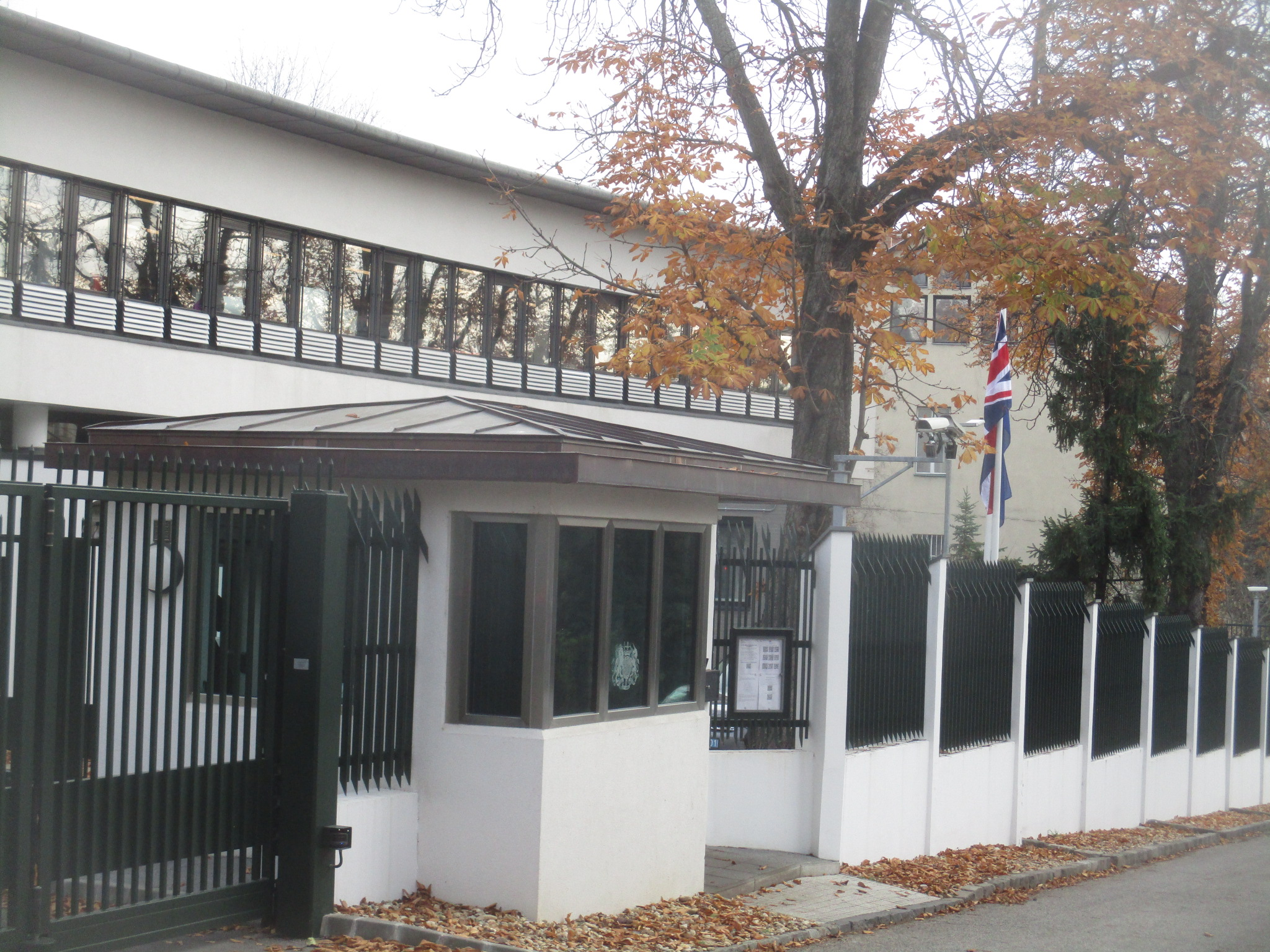
Füge utca (2017–)

## Nagykövetek
- Leslie Fry, rendkívüli követ és meghatalmazott miniszter (1955–?)[9]
- Ivor Pink, nagykövet (1963–1965)[10]
- Alexander Morley, nagykövet (1965–1967)[11]
- Guy Eelwin Millard, nagykövet (1967–1969)[12][13]
- Derek Sherbome Lindsell Dodson, nagykövet (1970–1973)[14][15]
- John Wilson, nagykövet (1973–1976)[16][17]
- Richard Parsons, nagykövet (1976–1979)[18]
- Bryan George Cartledge, nagykövet (1980–1983)[19][20]
- Peter William Unwin, nagykövet (1983–1986)[21]
- Leonard Vincent Appleyard, nagykövet (1986–1989)
- John Allan Birch, nagykövet (1990–1995)
- Christopher Long, nagykövet (1995–1998)[22][23]
- Nigel James Thorpe, nagykövet (1998–2003)
- John Roland Nichols, nagykövet (2003–2007)
- Greg Dorey, nagykövet (2007–2011)
- Jonathan Knott, nagykövet (2012–2015)
- Iain Lindsay, nagykövet (2016–2020)[24]
- Paul Fox, nagykövet (2020–)[25]